# Hijack (Tyga)
Hijack è un singolo del rapper statunitense Tyga, pubblicato il 6 aprile 2013 su etichetta Young Money Entertainment.

## Tracce
1. Hijack – 3:15